# Pål Henning Hansen
Pål Henning Hansen (* 16. Mai 1953 in Kongsberg) ist ein ehemaliger norwegischer Radrennfahrer.

## Sportliche Laufbahn
Hansen war Teilnehmer der Olympischen Sommerspiele 1976 in Montreal. Im olympischen Straßenrennen schied er beim Sieg von Bernt Johansson aus.
In der Internationalen Friedensfahrt startete er dreimal. 1975 wurde er 58., 1976 21. und 1977 28. der Gesamtwertung. Das Milk Race 1979 beendete er auf dem 16. Rang.